# Arnold (családnév)
Az Arnold régi német családnév. Apanév, amely a germán Arnwald névből származik, melynek elemei sas és uralkodó jelentésűek.

## Híres Arnold nevű személyek
- Arnold Anita (1973) válogatott labdarúgó
- Arnold György (1781–1848) zeneszerző, karmester, egyházi karnagy
- Arnold Károly (1932–2018) épületgépész-mérnök
- Arnold Mihály (1945) pénzügyőr tábornok
- Vlagyimir Igorevics Arnold orosz matematikus